# جان جولی
جان جولی (انگلیسی: John Joly؛ زاده ۱ نوامبر ۱۸۵۷ - درگذشته ۸ دسامبر ۱۹۳۳) یک زمین‌شناس و فیزیک‌دان اهل ایرلند بود.
وی همچنین برنده جوایزی همچون مدال پادشاهی شده است.